# Humberto Vélez

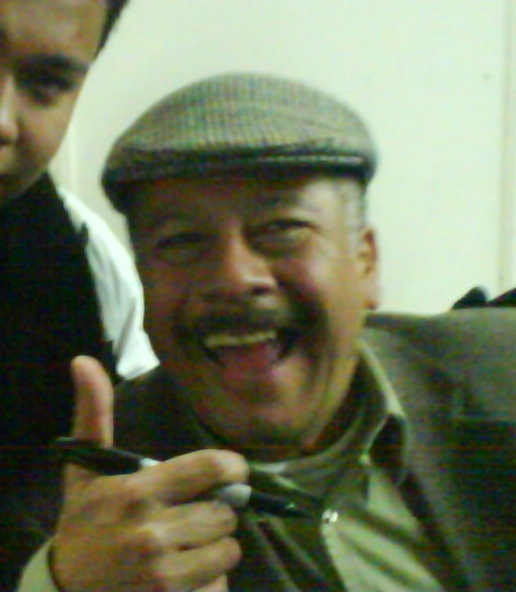
Humberto Vélez en 2009.

Francisco Humberto Vélez Montiel (Orizaba, Veracruz de Ignacio de la Llave, 30 de marzo de 1955) es un actor mexicano de doblaje, teatro, radio y televisión con más de 35 años de trayectoria, principalmente reconocido en toda Hispanoamérica por ser la voz de Homero Simpson en la popular serie animada Los Simpson, rol que interpretó desde 1990 hasta 2004, y desde 2021 a la actualidad.

## Biografía
Estudió primaria, secundaria y preparatoria en el Colegio Benavente de Tehuacán, Puebla de 1962 a 1970; Arte Dramático, Construcción escenográfica y Dirección Teatral en Dayton, Ohio, Estados Unidos (1972-1973), y Arte Dramático en el Instituto Andrés Soler perteneciente a la Asociación Nacional de Actores.
Uno de sus primeros trabajos como director de doblaje fue en la película "Poltergeist".
Es reconocido popularmente como uno de los mejores doblajes de la voz de Homero Simpson junto con los otros miembros del elenco que dieron voz a la familia Simpson desde el comienzo de la serie para la versión en español de México que también fue para toda Hispanoamérica. También ha sido maestro de doblaje, locución comercial, voz y dicción en seminarios y cursos en distintas universidades.

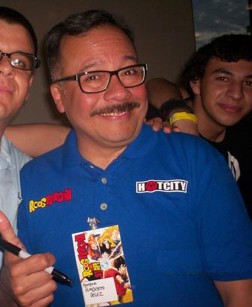
Humberto Vélez en 2005.

Además de aportar su popular voz de Homero Simpson, Vélez es también la voz oficial de Winnie the Pooh, Lord Farquaad de Shrek, el gato Pelusa de Stuart Little, el Señor Gibbs de Piratas del Caribe, entre otros.
También ha aparecido como invitado en Alejo y Valentina interpretando a Homero Simpson en el episodio Almorzando con Carlitox y repitió su papel en un capítulo de la serie Duckman.
Vélez fue despedido de su trabajo como voz de Homero Simpson en 2005 junto a todo el elenco por un conflicto entre la empresa Grabaciones y Doblajes Internacionales (perteneciente a los señores Millet y Bilbatúa) y el sindicato mexicano de la A.N.D.A. Humberto Vélez y sus compañeros no participaron en el doblaje de la película. Su reemplazante para la voz de Homer Simpson fue Víctor Manuel Espinoza, alias Otto Balbuena. 
Sin embargo, en 2021, finalmente consigue volver a interpretar a Homero Simpson en la temporada 32 de la serie, luego de más de diecisiete años de ausencia.
A lo largo de su carrera artística, ha hecho cine, teatro y locución; además de impartir conferencias y talleres de doblaje en México y en el extranjero. En la actualidad, Humberto continua con su labor de actor de doblaje en muchas diferentes series y películas y combina su trabajo en esta especialidad con las actividades mencionadas. También su apodo es La Bata "Científica" Vélez.
Es el padre de Alicia Vélez, quien también se desempeña como actriz de doblaje, siendo reconocida principalmente por colocar la voz para Latinoamérica de la pequeña Boo, la niña de Monsters, Inc.
Estuvo casado con la también actriz y locutora Cony Madera.

## Filmografía

### Filmografía selecta
| Año  | Personaje                        | Título                             | Lugar  |
| ---- | -------------------------------- | ---------------------------------- | ------ |
| 2022 | Inspector                        | Huevitos congelados                | México |
| 2021 | Barón Roncovich                  | Un rescate de huevitos             | México |
| 2015 | Huevo Padrino                    | Un gallo con muchos huevos         | México |
| 2009 | Huevay II, el huevo de chocolate | Otra Película de Huevos y un Pollo | México |
| 2008 | Doctor                           | Arráncame la vida                  | México |
| 2006 | Huevay II, el huevo de chocolate | Una Película de Huevos             | México |

### Filmografía como actor de doblaje
| Año  | Personaje            | Título                                        | Actor original        | Lugar  |
| ---- | -------------------- | --------------------------------------------- | --------------------- | ------ |
| 2024 | Lewis                | Amigos Imaginarios                            | Louis Gossett Jr.     | México |
| 2023 | Bùrdì "Bernie" Lumen | Elementos                                     | Ronnie del Carmen     | México |
| 2020 | Capitán Cavernícola  | Scooby!                                       | Tracy Morgan          | México |
| 2018 | Winnie the Pooh      | Christopher Robin: Un reencuentro inolvidable | Jim Cummings          | México |
| 2007 | Pope Sweet Jesus     | Norbit                                        | Eddie Griffin         | México |
| 2006 | Auto P.T. Pulga      | Cars: una aventura sobre ruedas               | John Ratzenberger     | México |
| 2006 | Voces adicionales    | Lo que el agua se llevó                       | ¿?                    | México |
| 2004 | El subterráneo       | Los Increíbles                                | John Ratzenberger     | México |
| 2002 | John Silver          | El Planeta del Tesoro                         | Bryan Murray          | México |
| 1998 | P.T. Pulga           | Bichos: una aventura en miniatura             | John Ratzenberger     | México |
| 1991 | T-800                | Terminator 2: el juicio final                 | Arnold Schwarzenegger | México |
| 1995 | Voces aditionales    | Toy Story                                     | ¿?                    | México |

### Películas animadas
Jim Cummings
- Winnie the Pooh - Winnie Pooh (2011)
- Mis amigos Tigger y Pooh: Celebración musical - Winnie Pooh (2009)
- La película de Navidad de los Súper Detectives - Winnie Pooh (2007)
- Winnie Pooh y el pequeño efelante celebran Halloween - Winnie Pooh (2005)
- Winnie Pooh y el pequeño efelante - Winnie Pooh (2005)
- Nuevas aventuras con Rito - Winnie Pooh (2004)
- Winnie Pooh 123 - Winnie Pooh (2004)
- La gran película de Piglet - Winnie Pooh (2003)
- Unas fiestas con mucho Pooh - Winnie Pooh (2002)
- El libro de la selva 2 - Coronel Hathi (2002)

John Ratzenberger
- Luck - Rootie (2022)
- Los Increíbles 2 - El subterráneo (2018)
- Remy y Emile: Tu amigo la rata - P.T. Pulga (archivo) (2007)
- Los Increíbles - El subterráneo (2004)
- Cars: Una aventura sobre ruedas - P.T. Pulga (2006)
- Bichos: Una aventura en miniatura - P.T. Pulga (1998)

Robin Williams
- Happy Feet - Ramón, el pingüino (2006)
- Happy Feet Two - Ramón, el pingüino (2011)

Bob Peterson
- Monsters University - Roz (2013)
- Toy Story 3 - Risas (joven) (2010)
- Monsters, Inc. - Roz (2001)

Otros
- Rodolfo el reno de la nariz roja - Coco
- Rugrats en París: La película - Jean-Claude
- Buscando a Nemo - Dentista Philip Sherman
- Winnie the Pooh (desde 2003)
- Vacas Vaqueras - Señor Wesley
- El planeta del tesoro - John Silver "El Largo"
- Shrek - Lord Farquaad
- Stuart Little 1, 2 y 3 - Pelusa
- Tarzán 2 - Zugor
- Vecinos Invasores - Verne
- Big Hero 6 - Robert Callaghan
- Cars - Clink (Auspiciador Russt-ezze), Claude Scruggs
- Herbie: Fully Loaded - Loco Dave, Dale Jarrett
- G-Force - Bucky el hámster
- A Christmas Carol - Fezziwig
- Ga'Hoole: la leyenda de los guardianes - Twilight
- Toy Story 3 - Risas
- Río - Rafael el tucán (Tráiler)
- Todos los perros van al cielo - Itchy´
- El misterio del tercer planeta - Gromozeka
- Hotel Transylvania 2 - Bela, el murciélago siervo
- ¡Scooby! - Capitán Caverníco
- Toy Story - Voces adicionales
- Lo que el agua se llevó - Voces adicionales
- Elementos - Bernie Lumen
- Cars 3 - Ramón

### Series animadas de TV
- Los Simpson - Homero Simpson, Narración e Insertos (1990-2004, 2021-presente), Abraham Simpson (temporadas 13-14) (2001-2002)
- Futurama - Profesor Hubert Farnsworth, Kif Kroker y narración y traducción oral (1999-2003, 2023-presente)
- Pac-Man y las aventuras fantasmales - Voces adicionales
- Padre de Familia - Peter Griffin (temporadas 1-2) (1999-2001), Narración e Insertos (temporadas 1-2) (1999-2001)
- Alejo y Valentina - Homero Simpson (invitación especial)
- Guerra de Bestias - Tarántula
- Gárgolas - Rey Oberon (segunda voz)
- Stuart Little (serie animada) - Pelusa
- Rocket Power - Tito Makani
- South Park (primer doblaje) - Sr. Mackey
- Sonic Underground - Tío Chuck
- Star Wars: The Clone Wars - Hondo Onhaka
- Mr. Bogus - Mr. Bogus
- Más allá del jardín - Quincy Endicott
- Conde Pátula - "¿Quién eres tú?" (un sacerdote de Ra que dice tener ese nombre).
- Ren y Stimpy - El Reverendo Jack Queso, Jerry el duendecillo, narrador ocasional
- Las Aventuras de Jimmy Neutrón: El Niño Genio - Jimmy Neutrón en su versión Malvada.
- Poncho Balón - Poncho Balón
- Phineas and Ferb - Abuelo de Phineas, Capitán Kidd y Executivo de Todo Herramientas.
- Thomas y sus amigos - Ben, Sir Robert Norramby "El Conde"
- Súper Sergio - Arturo Gilmore
- Súper Sónico (George Jetson) en Harvey Birdman, abogado
- Robotboy - Klaus Von Affenkugel
- Ugly Americans - Larry King (un episodio)
- Jake y los Piratas del País de Nunca Jamás - Sharky
- T.U.F.F. Puppy - Cerebro de Pájaro (2011-2013)
- Cartoon Network Latinoamérica Comercial - George Jetsons Movimiento Cartoon
- Life With Louie - Louie Anderson el personaje principal, un chico obeso de 8 años
- El Increíble Mundo de Gumball - Sr. Robinson. ~Cartoon Network
- Víctor y Valentino - Don Jalapeño (2019-) ~Cartoon Network
- Escandalosos - Charlie (2016-2019) ~Cartoon Network
- Invincible - Vidor (2023)

### Anime
- Vinland Saga (manga) - Rey Sweyn
- Saint Seiya: Hades Elíseos (versión de DVD) - Hypnos
- El misterio de Mamo - Hayward Lockewood (Mamo)
- Naruto - Baki
- Tekkaman Blade - Comandante Jamison
- Ranma ½ - Médico particular de Harumaki (episodio 144)
- Cyborg 009 - Profesor Isaac Gilmore
- Lost Universe - Stargazer, Narrador
- Dartacan y Los 3 Mosqueperros - Cardenal Richellie, Conde de Roquefort (algunos capítulos)
- Crónicas Pokémon - Profesor Brown
- Dragon Ball Kai - Dr Brief (papá de Bulma)
- Dr. Slump - Sembei Norimaki (científico)

### Series de televisión (imagen real)
- Los Soprano - Tony Soprano, 86 episodios (1999-2007)
- Married with Children - Al Bundy, 259 episodios (1987-1997)
- Married with Children - Narrador (1987-1997)
- Melrose Place - Peter Burns, 226 episodios (1994–1999)
- Lost - Bernard (2005-2010)
- Los Magníficos - Templeton "Faz" Peck
- Superboy - Lex Luthor (a partir de la segunda temporada)
- Dharma y Greg - Peter
- 3rd Rock from the Sun - Dick Solomon
- Cinco Hermanos - Saul Holden
- Sliders - Rembrandt Brown
- Alias - Arvin Sloane (temporada 3-5)
- Alias - Doctor (2 episodios)
- Alias - Secuestrador (2 episodios)
- Esposas Desesperadas - Addison Prudy
- Los Hechiceros de Waverly Place - Profesor Larrytite
- Drake y Josh - Policía, en el episodio "La Boda"
- iCarly - Reverendo en el episodio Acepto
- Kung Fu: La Leyenda Continua - Gary Bennett
- Caso Cerrado - Detective Nick Vera
- Mighty Morphin Power Rangers - Peckster, en el episodio "La conquista de Zack" y El Globor Azul en el episodio "Master Vile y la Armadura Metálica"
- Power Rangers Zeo - Rey Mondo
- Harvey Birdman, abogado - Súper Sónico (ep.15), Fantasma Funky
- House of Cards - Raymond Tusk
- Juego de Tronos - Eddard "Ned" Stark

### Telenovelas brasileñas
Paulo Betti
- Siete Pecados - Flavio
- Paraíso Tropical - Lucena

José de Abreu
- Amazônia - Coronel Firmino
- Deseo prohibido - Chico Fernandes

Otros
- Mujeres apasionadas - Leopoldo (Oswaldo Louzada)
- Páginas de la vida - Dr. Moretti (Henrique César)
- Duas caras - Pastor Inácio (Ricardo Blat)
- Señora del destino - Conductor

### Telenovelas argentinas
Norberto Díaz
- Muñeca Brava - Damián Rapallo

### Director de doblaje
- Los Simpson (temporadas 8-15, 32-presente)
- Padre de Familia (temporadas 1-2)
- Futurama (temporadas 1-4, 8-presente)
- Los Soprano
- Married with Children
- El Libro de Pooh
- Beast Wars
- 3rd Rock from the Sun
- Viaje a las Estrellas
- Lost Universe
- Alias
- Educando a Helen

### Obras de teatro
- Selena, el musical - Abraham Quintanilla (2007)
- ¿Y donde están los monstruos? (2004)
- El portal de Belén (2003)
- Archi, el Musical (2002)
- La pulquería (1997)
- El Mago de Oz (1995)
- Compañía de Enrique Alonso Cachirulo (1989)
- Dos tandas por un boleto (1989)
- Nuevas tandas de Enrique Alonso (1989)
- Marcelino, pan y vino (1979)
- Carrusel Infantil (1978)

### Cine
- Blancanieves (2025) - Sabio (actor original: Jeremy Swift)

- Bohemian Rhapsody (2018) - Ray Foster
- Y donde está el fantasma 2  (2014) - padre Doug
- The Cobbler (2014) - Jimmy
- Harry Potter y las Reliquias de la Muerte: parte 1 (2010) - Kreacher
- Halloween II (2009) - Dr. Loomis
- Buroinfierno (2009) - Gonzalo
- Arráncame la vida (2008) - Canales
- Harry Potter y la Orden del Fénix (2007) - Kreacher
- Héroe de todos (2006) - Pelota Parlante
- Fast Food Nation (2006) - Cesar
- Hostel (2005) - El ejecutivo neerlandés (Version TV)
- Las aventuras de Sharkboy y Lavagirl (2005) - Señor Electricidad - Tobor
- Herbie: Fully Loaded (Herbie a toda marcha) (2005) - Loco Dave
- Si tuviera 30 (2004) - Richard Kneeland
- Diario de una pasión (2004) - John Hamilton
- Piratas del Caribe (2003-2011) - Señor Gibbs
- La habitación del pánico (2002) - Brunham
- El Diario de la Princesa (2001), El Diario de la Princesa 2 (2004) - Paolo Putanezca
- Pearl Harbor (2001) - Earl
- Running Free (1999) - Jefe
- Novia fugitiva (1999) - Bob Kelly
- Un ángel enamorado (1998) - Nathaniel Messinger
- 10 cosas que odio de ti - Papá
- Dr. Dolittle (1998) - Dr. Fish
- Alien: resurrección (1997) - Dr. Gediman
- Mis pequeños inquilinos (1997) - Ocious P. Potter
- Matilda (1996) - Harry Wormwood
- 101 dálmatas (1996) - Horacio
- Día de la independencia (1996) - David Levinson
- Corazón Valiente (1995) - Voces adicionales
- El cuervo (1994) - Gideon (Redoblaje TV)
- La lista de Schindler (1993) - Itzhak Stern
- Jason condenado al infierno: Último viernes 13 (1993) - Insertos
- Los Locos Addams (1991), Los Locos Addams 2 (1993) - Homero Addams
- Terminator 2: el juicio final (1991) - Terminator T-800
- La noche de los muertos vivientes (1990) - Ben
- Los cazafantasmas 2 (1989) - Guardia del museo, conductor que le grita a Louis y presentación (Redoblaje)
- Mira quién habla (1989) - Lou
- Querida, encogí a los niños (1989) - Wayne Szalinsky
- Pesadilla en la calle del infierno 5: El niño de los sueños (1989) - Dr. Moore
- Pesadilla en la calle del infierno 4: El amo de los sueños (1988) - Dennis Johnson
- Gremlins (1984) - Randall Peltzer (Redoblaje)
- Indiana Jones y el Templo de la Perdición (1984) - Mola Ram (Redoblaje)

Danny DeVito
- La fuente del amor - Al Russo (2010)
- No place,Like home - Cathkart (2008)
- Relative Strangers - Frank Menure/Mierdé (2006)
- Tómalo con calma - Martin Weir (2005)
- El gran pez - Amos Calloway (2003)
- Duplex - Narración (2003)
- ¿Quién no mató a Mona? - Jefe Rash (2000)
- El mundo de Andy - George Shapiro (1999)
- El gran Kahuna - Phil Cooper (1999)
- Matilda - Harry Wormwood / Narrador (1996)
- El nombre del juego - Martin Weir (1995)
- Mira quién habla ahora - Rocks (1993)

Steve Buscemi
- El increíble Burt Wonderstone - Anton Marvelton (2013)
- Fuerza-G - Bucky el hámster (voz) (2009)
- La telaraña de Charlotte - Emilio la Rata (voz) (2006)
- La isla - James McCord (2005)
- Vacas vaqueras - Wesley (voz) (2004)
- Mini Espías 3-D: Game Over - Romero (2003)
- Mini Espías 2: La Isla de los sueños perdidos - Romero (2002)
- Armageddon - Rockhound (1998)
- Con Air - Garland 'The Marietta Mangler' Greene (1997)

Nathan Lane
- Espejito Espejito - Brighton (2012)
- Los productores - Max Bialystock (2005)
- Una cita con tu ídolo - Richard Levy (2004)
- Nicholas Nickleby - Vincent Crummles (2002)
- Stuart Little 2 - Pelusa (voz) (2002)
- Stuart Little: Un ratón en la familia - Pelusa (voz) (1999)
- Un ratoncito duro de cazar - Ernie Smuntz (1997)
- La jaula de los pájaros - Albert Goldman (1996)

### Televisión
- La Mejor Semana: Chistes (2006)
- Consumando T.V.: Revista del Consumidor (2004)
- Alejo y Valentina (2002) - Homero Simpson
- Con sello de mujer (2000-2001) - Voz oficial, reportero, actor
- Ay caramba (1998-2000) - Voz oficial
- Picante y Caliente (1998-2000) - Voz oficial
- Quinceañera (1986)
- Angélica (1986)
- Pronarte (1985) - Actor, presentador de programas, director escénico y guionista
- Esperándote (1985) - Sr. Martínez
- Telesecundaria (1982) - Actor, presentador de programas, director escénico y guionista

### Radio
- Perros de la calle, Metro 95.1 (2006-2010)
- Reporte 98.5 (2007)
- El Cuarto del Consumo, PROFECO (2004)
- Chacoteando", Radio 1440, AM. (2000)
- Solos en Domingo", Radio Red (1998)
- Locutor comercial de radio y televisión (1982-1989).
- Diez radionovelas en la estación "Ondas del lago "del DF. (1987)
- En la XEW participaciones estelares en más de seis radionovelas, la más reciente: "La Herencia"
- Colaboraciones en spots y narraciones en El Panda Show Internacional.
- Continuidad Rock & Pop (radio de Chile).
- Radionica Colombia 99.1 A la carta, Despidió a acetato.

### Videojuegos
- Fable III - Jasper (2010)
- Epic Mickey 2: The Power of Two - Pirata (2012)
- Alan Wake - Carl Stucky (2012)
- Diablo III - Imperius (2012)
- Skylanders: Giants - Pop Fizz (2012)
- League of Legends - Ryze/Lee Sin/Twisted Fate (2013)
- Batman: Arkham Origins - Oswald Chesterfield Cobblepot / El Pingüino (2013)
- La Tierra Media: Sombras de Mordor - Orcos y Uruks (2014)
- World of Warcraft: Warlords of Draenor - Thruk (2014)
- Batman: Arkham Knight - Oswald Chesterfield Cobblepot / El Pingüino (2015)
- Lego Dimensions - Homero Simpson (2016)
- Call of Duty: Black Ops 3 - Dr. Monty (2015)
- Destiny 2 - Variks (2020)
- Call of Duty: Vanguard - Narrador del multijugador (2021)
- Blasphemous 2 - Escolástico (2023)

### Comerciales
- Actuación en comercial para Nescafé (interpretando a Ángel)
- Voz de Homero Simpson en comercial para Intel Pentium II
- Voz de Coledia
- Voz de Homero en comercial de Óptica Vision Nisol para Colombia (Radio)
- Voz de Homero en comercial del Ayuntamiento de Guadalajara en la campaña de recolección de basura (Radio) -
- Voz narrativa en los cortometrajes y promos de Canal 5 de Televisa (2000-2006)